# Michał węgierski
Michał (ur. ok. 955, zm. między 980 a 997) – przedstawiciel dynastii Arpadów.
Był synem Taksonyego, księcia Węgier i młodszym bratem Gejzy.
Źródła nie przekazały, jakie było jego pogańskie imię. György Györffy wysunął hipotezę, że mogło ono brzmieć Bela.
Zapewne przyjął chrzest wraz ze swoim bratem w 972 roku; otrzymał wtedy imię Michał.
Po śmierci ojca, około 970 roku, otrzymał ziemie na lewym brzegu Dunaju. Nie wiadomo, czy oprócz ojcowskiej dzielnicy Gejza przekazał mu inne ziemie np. księstwo ze stolicą w Nitrze, Bihar czy Somogy nad Drawą.
Zmarł jeszcze za panowanie swojego brata, czyli najpóźniej w 997 roku.

## Małżeństwo i potomstwo
Nie jest znana żona Michała. Analiza imion synów Michała skłoniła badaczy do wysunięcia hipotezy, że ich matka była księżniczką bułgarską z rodu Samuela Komitopuli.
Synami Michała byli: Vazul i Władysław Łysy.